# Bill Barrett
William E. "Bill" Barrett, född 9 februari 1929 i Lexington, Nebraska, död 20 september 2016 i Lexington, Nebraska, var en amerikansk republikansk politiker. Han var talman i Nebraskas unikamerala lagstiftande församling 1987–1991 och ledamot av USA:s representanthus 1991–2001.
Barrett studerade vid Hastings College, tjänstgjorde i USA:s flotta och var länge verksam som fastighetsförmedlare. År 1978 blev han invald i Nebraskas lagstiftande församling. Som talman mellan 1987 och 1991 var han inblandad i svåra budgetförhandlingar. Kongressledamot Virginia Smith ställde inte upp för omval år 1990 och efterträddes i januari 1991 av Barrett. I kongressen var Barrett medlem i jordbruksutskottet och var i största allmänhet lojal mot den republikanska partiledningen. År 2001 efterträddes han i representanthuset av Tom Osborne.